# Lago Puelo nationalpark
Lago Puelo nationalpark (spanska: Parque Nacional Lago Puelo) är en nationalpark i Argentina.   Den ligger i provinsen Chubut, i den sydvästra delen av landet, 1 400 km sydväst om huvudstaden Buenos Aires. Lago Puelo nationalpark ligger i genomsnitt 1 672 meter över havet. Parken är uppkallad efter sjön Lago Puelo som ligger cirka 200 meter över havet.

## Geografi och klimat
Terrängen i Lago Puelo nationalpark är huvudsakligen bergig. Lago Puelo nationalpark ligger uppe på en höjd. Trakten runt Lago Puelo nationalpark är nära nog obefolkad, med mindre än två invånare per kvadratkilometer.. Närmaste större samhälle är Lago Puelo, 14,7 km nordost om Lago Puelo nationalpark. 
I Lago Puelo nationalpark växer i huvudsak blandskog.  == Flora och fauna ==
I nationalparken förekommer flera vulkaner och glaciärer.
På grund av höjdskillnaden inom parken är växtlivet mycket varierande. Här hittas bland annat, trädet Gevuina avellana som påminner om hassel, trädet Eucryphia cordifolia som liknar skogsalm, trädet Aextoxicon punctatum med frukter som påminner om oliver och en art från släktet avokador (Persea lingue).
I nationalparken lever fåglar som forsand (Merganetta armata) och kolibrier, däggdjur som huemuler (Hippocamelus) och chiloépungråtta samt grodor som Eupsophus emiliopugini (vid sjön).